# Microhierax
A Microhierax  a madarak osztályának a sólyomalakúak (Falconiformes) rendjébe és a  sólyomfélék (Falconidae) családjába tartozó nem.

## Rendszerezés
A nemet Richard Bowdler Sharpe írta le 1874-ben, jelenleg az alábbi 5 faj tartozik ide:
- Fülöp-szigeteki verébsólyom (Microhierax erythrogenys)
- indiai verébsólyom (Microhierax caerulescens)
- tarka verébsólyom (Microhierax melanoleucus)
- feketecombú verébsólyom (Microhierax fringillarius)
- borneói verébsólyom (Microhierax latifrons)

## Előfordulásuk
Dél- és Délkelet-Ázsia területén honosak. A természetes élőhelyük szubtrópusi, trópusi, száraz és mérsékelt övi erdők. Állandó, nem vonuló fajok.

## Megjelenésük
Testhosszuk 14–19 centiméter közötti.